# Rajd Ypres 2003
Rajd Ypres 2003 (39. Ypres Westhoek Rally) – 39 edycja rajdu samochodowego Rajd Ypres rozgrywanego w Belgii. Rozgrywany był od 27 do 29 czerwca 2003 roku. Była to dwudziesta pierwsza runda Rajdowych Mistrzostw Europy w roku 2003 (rajd miał najwyższy współczynnik - 20) oraz czwarta runda Rajdowych Mistrzostw Belgii.

## Klasyfikacja rajdu
| Miejsce                                         | Kierowca                                        | Pilot                                           | Samochód                                        | Czas                                            | Strata                                          |                                                 |
| Klasyfikacja generalna, ERC i mistrzostw Belgii | Klasyfikacja generalna, ERC i mistrzostw Belgii | Klasyfikacja generalna, ERC i mistrzostw Belgii | Klasyfikacja generalna, ERC i mistrzostw Belgii | Klasyfikacja generalna, ERC i mistrzostw Belgii | Klasyfikacja generalna, ERC i mistrzostw Belgii | Klasyfikacja generalna, ERC i mistrzostw Belgii |
| ----------------------------------------------- | ----------------------------------------------- | ----------------------------------------------- | ----------------------------------------------- | ----------------------------------------------- | ----------------------------------------------- | ----------------------------------------------- |
| 1.                                              | Bruno Thiry                                     | Jean-Marc Fortin                                | Peugeot 206 WRC                                 | 2:51:21.3                                       | 0.0                                             |                                                 |
| 2.                                              | Pieter Tsjoen                                   | Eddy Chevaillier                                | Toyota Corolla WRC                              | 2:53:00.0                                       | +1:38.7                                         |                                                 |
| 3.                                              | Miguel Campos                                   | Carlos Magalhães                                | Peugeot 206 WRC                                 | 2:59:30.1                                       | +8:08.8                                         |                                                 |
| 4.                                              | Bernard Munster                                 | Yves Haghedooren                                | Subaru Impreza 555                              | 3:03:41.0                                       | +12:19.7                                        |                                                 |
| 5.                                              | Larry Cols                                      | Filip Goddé                                     | Fiat Punto S1600                                | 3:05:35.1                                       | +14:13.8                                        |                                                 |
| 6.                                              | Jan de Winkel                                   | Radboud van Hoek                                | Volkswagen Golf IV Kit Car                      | 3:06:13.4                                       | +14:52.1                                        |                                                 |
| 7.                                              | Bob Colsoul                                     | Tom Colsoul                                     | Mitsubishi Lancer Evo VII                       | 3:07:05.3                                       | +15:44.0                                        |                                                 |
| 8.                                              | Xavier Bouche                                   | Cédric Pirotte                                  | Mitsubishi Lancer Evo VII                       | 3:07:59.9                                       | +16:38.6                                        |                                                 |
| 9.                                              | Oscar Svedlund                                  | Björn Nilsson                                   | Mitsubishi Lancer Evo VII                       | 3:09:48.2                                       | +18:26.9                                        |                                                 |
| 10.                                             | Eddy Snaet                                      | Kurt Declerck                                   | Mitsubishi Lancer Evo VII                       | 3:09:48.7                                       | +18:27.4                                        |                                                 |